# Andreas Vesal
Andreas Vesal o Andreas Vesalius (Brussel·les, Bèlgica, 31 de desembre de 1514 - illa de Zacint, República de Venècia, 15 d'octubre de 1564) fou un notable metge d'origen brabançó del s.XVI. També era considerat un humanista.  Vesal representa el trencament amb el pensament de Galè sobre l'anatomia humana mitjançant l'observació directa de disseccions anatòmiques de cossos humans. Galè havia basat les seves aportacions en la dissecció d'animals, que transposava per homologia a l'anatomia humana. L'obra magna de Vesal és De humani corporis fabrica, magistralment il·lustrada amb gravats de l'anatomia del cos humà de gran qualitat artística, molts dels quals possiblement dibuixats per Jan van Calcar, deixeble de Ticià. En qualsevol cas, els gravats responen a la nova estètica renaixentista.

## Biografia
El seu besavi, Jan van Wesel, nascut probablement a Wesel, es va llicenciar en medicina per la Universitat de Pavia i va ensenyar medicina a la Universitat de Lovaina. El seu avi, Everard van Wesel, era el metge reial de l'emperador Maximilià, mentre que el seu pare, Anders van Wesel, exercia de farmacèutic per a Maximilià i després, el servei de cambra del seu successor Carles V. Anders va animar el seu fill a continuar la tradició familiar i el va inscriure als Germans de la vida comuna a Brussel·les per aprendre grec i llatí.
El 1528 Andreas Vesal va entrar a la Universitat de Lovaina per estudiar arts, però quan el seu pare va ser nomenat Valet de Chambre el 1532, va decidir per recomanació del professor i amic de la família, Nicolas Florenas, fer una carrera militar a la Universitat de París, on es va traslladar el 1533. Allà va estudiar les teories de Galè sota els auspicis de Johann Winter von Andernach, Jacques Dubois (Jacobus Sylvius) i Jean Fernel, anatomistes galènics reputats, i coincidint amb Andrés Laguna i Miguel Servet, i en aquesta època quan va començar a interessar-se per l'anatomia, i se'l va trobar sovint examinant ossos del Cementiri dels Innocents i estudià a fons Galè el "pare de la medicina medieval", que havia estat recentment reeditat. Vesal es va veure obligat a abandonar París el 1536 a causa de l'obertura d'hostilitats entre l'Imperi i França, i va tornar a la Universitat de Lovaina, on va acabar els estudis i es va graduar l'any següent. La seva tesi doctoral, Paraphrasis in nonum librum Rhazae medici Arabis clarissimi ad regem Almansorem, de afectuum singularum corporis partium curatione, un estudi sobre la novena obra de Razés sota la direcció de Rutgerius Rescius, professor de grec al Collegium trilingue de Lovaina; només un mes més tard l'obra fou reeditada a Basilea, el 1551 fou reeditada a Lió per Jean de Tournes.
El 5 de desembre de 1537 feu la seva dissertatio a Pàdua amb la qual guanyà el grau de doctor en medicina i començà immediatament a impartir classes d'anatomia en aquella universitat com a chirurgiæ explicator, aquell desembre realitzà la seva primera dissecció anatòmica pública. Abans d'assumir el seu càrrec a Pàdua, Vesalius va viatjar per Itàlia i va ajudar els futur papa Pau IV i Ignasi de Loiola a curar els afectats per la lepra. El següent abril (1538) publicà Tabulæ anatomicæ sex, sis gravats dibuixats per Jan Stefan van Calcar que representen tres venes i artèries, i tres esquelets en visió frontal, lateral i posterior respectivament. El maig d'aquell any publica una revisió de Institutionum Anatomicarum quatuor libri de Guinter d'Andernach alguns dels canvis aportats en aquesta revisió foren incorporats per Andernach en posteriors edicions de l'obra.
El setembre de 1543 abandonà la seva plaça de professor per a esdevenir en 1544 metge de la cort de l'emperador Carles a Brussel·les, i allà es va casar amb Anne Van Hamme, filla del president de la Cambra de Comerç. Durant els següents onze anys, Vesal va viatjar amb la cort, tractant lesions causades en batalles o tornejos, realitzant postmortems, administrant medicaments i escrivint cartes privades que tractaven qüestions mèdiques específiques. Durant aquests anys, també va escriure l'Epístola sobre l'arrel de la Xina, un breu text sobre les propietats d'una planta mèdica de la que en dubtava l'eficàcia, i una defensa dels seus descobriments anatòmics, provocant una nova ronda d'atacs a la seva obra que demanava que fos castigat per l'emperador. El 1551 Carles V va encarregar una investigació a Salamanca per investigar les implicacions religioses dels seus mètodes. Tot i que el treball de Vesal va ser aprovat per la junta, els atacs van continuar. Quatre anys després, un dels seus principals detractors i professors puntuals, Jacques Dubois, va publicar un article que afirmava que el propi cos humà havia canviat des que Galè l'havia estudiat.
El 1556, quan Carles V va abdicar, li va concedir una pensió vitalícia i el va nomenar comte palatí. El 1559 va tornar a Madrid on fou metge de la cort de Felip II de Castella. El maig de 1562 va aconseguir curar el Príncep d'Astúries Carles d'Habsburg d'una greu ferida al cap que el donava per mort. Aquest cas va posar una pressió sobre Vesal, tant per la gravetat de la ferida, tant per les responsabilitats relacionades amb el fet de tractar el príncep com per l'hostilitat que va trobar per part dels altres metges de la cort, i va madurar el desig d'abandonar la cort i tornar a treballar a Itàlia i després d'estar uns mesos a Espanya atenent compromisos, finalment va tornar a la República de Venècia l'octubre de 1562.
A la primavera de 1564, per raons que mai van quedar clares, va marxar-ne. Durant el viatge de tornada va caure malalt i va desembarcar a l'illa de Zakynthos, on va morir el 15 d'octubre de 1564. Va ser enterrat en un lloc no especificat de l'illa de Corfú.

## Impacte en la medicina

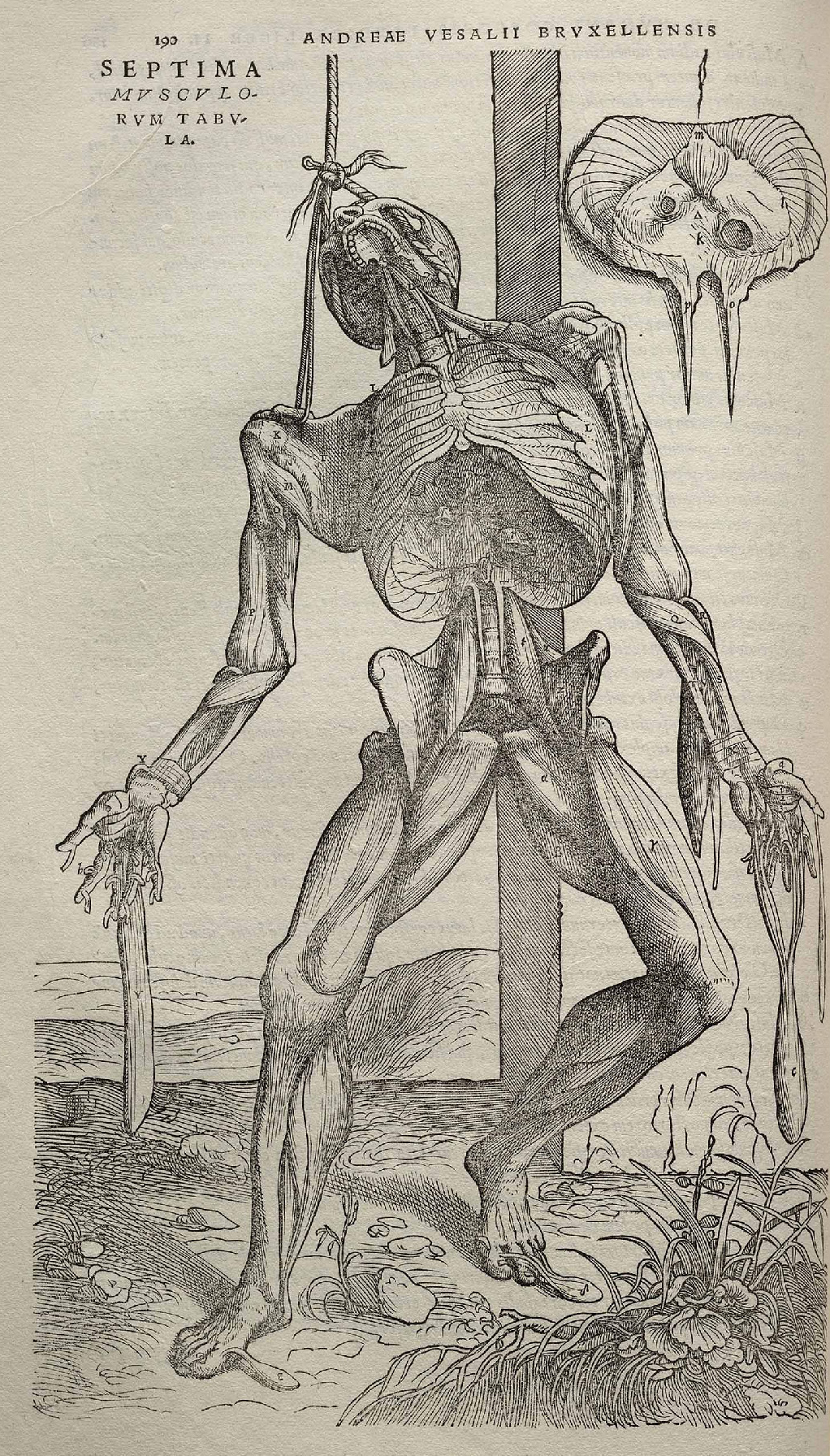
Les il·lustracions de les obres de Vesal representaven les estructures anatòmiques en posicions més demostratives que reals. En aquesta il·lustració es mostra el diafragma un cop retirat de la cavitat toràcica. La presència de la vena porta i l'hiat esofàgic permet fer-se una idea de la disposició d'aquest múscul dins del tòrax.

L'estudi i l'aprenentatge de la medicina a Europa fou durant segles basat únicament en l'estudi de les obres escrites per autors clàssics, essent Galè el principal autor de referència. Moltes d'aquestes obres perdudes a Europa després de la Caiguda de l'Imperi Romà d'Occident provenien de traduccions de l'àrab o del grec clàssic i fins i tot contenien errors conceptuals degut a les traduccions. Tot i així els continguts de les obres eren presos dogmàticament, car resolien la majoria de problemes pràctics que requerien les pràctiques mèdiques de l'època i no eren qüestionades. D'aquesta manera Galè basava els seus estudis en l'estudi anatòmic d'animals transposant els resultats a l'anatomia humana.
Vesal reprengué l'observació directa dels processos naturals en el cos humà. En una època en què els metges amb prou feines tocaven els seus pacients, excepte els cirurgians per raons evidents, Vesal fonamentà el seu estudi en la idea central de l'observació i manipulació del cos humà. Coneixedor de l'obra de Galè el cita sovint en les seves obres, tot i que alguns cops corregint-lo. Així s'entén l'esperit revolucionari de Vesal en el sentit que convertí l'obra de medicina en un "manual" que es basa en les obres antigues, però subjecte a la revisió d'aquestes a partir d'observacions anatòmiques directes.
Dos dels seus deixebles foren els catedràtics d'anatomia de la Universitat de València Pere Ximeno i Lluís Collado.

## Descobriments
Vesal va descobrir que l'esquelètic era el suport cos humà, i en el llibre inicial de De fabrica va fer diverses de les seves afirmacions més fermes contra les teories i els escrits que Galè havia escrit als seus llibres d’anatomia. La contribució més impressionant de Vesal a l'estudi del sistema muscular poden ser les il·lustracions que acompanyen al text a De fabrica, que es coneixeria com els "homes musculars", on descriu la font i la posició de cada múscul del cos i proporciona informació sobre el seu funcionament. El seu treball sobre els sistemes vascular i circulatori va ser la seva major contribució a la medicina moderna, i a través del seu treball amb els músculs va creure que un criteri per als músculs era el seu moviment voluntari. Sobre aquesta afirmació, va deduir que el cor no era un múscul veritable a causa de la evident naturalesa involuntària del seu moviment. Va definir un nervi com la manera de transmetre sensació i moviment i, per tant, va desmentir les afirmacions dels seus contemporanis que els lligaments, els tendons i les aponeurosis eren tres tipus d'unitats nervioses, i creia que el cervell i el sistema nerviós són el centre de la ment i de les emocions en contrast amb la creença aristotèlica comuna que el cor era el centre del cos.

## Homenatges

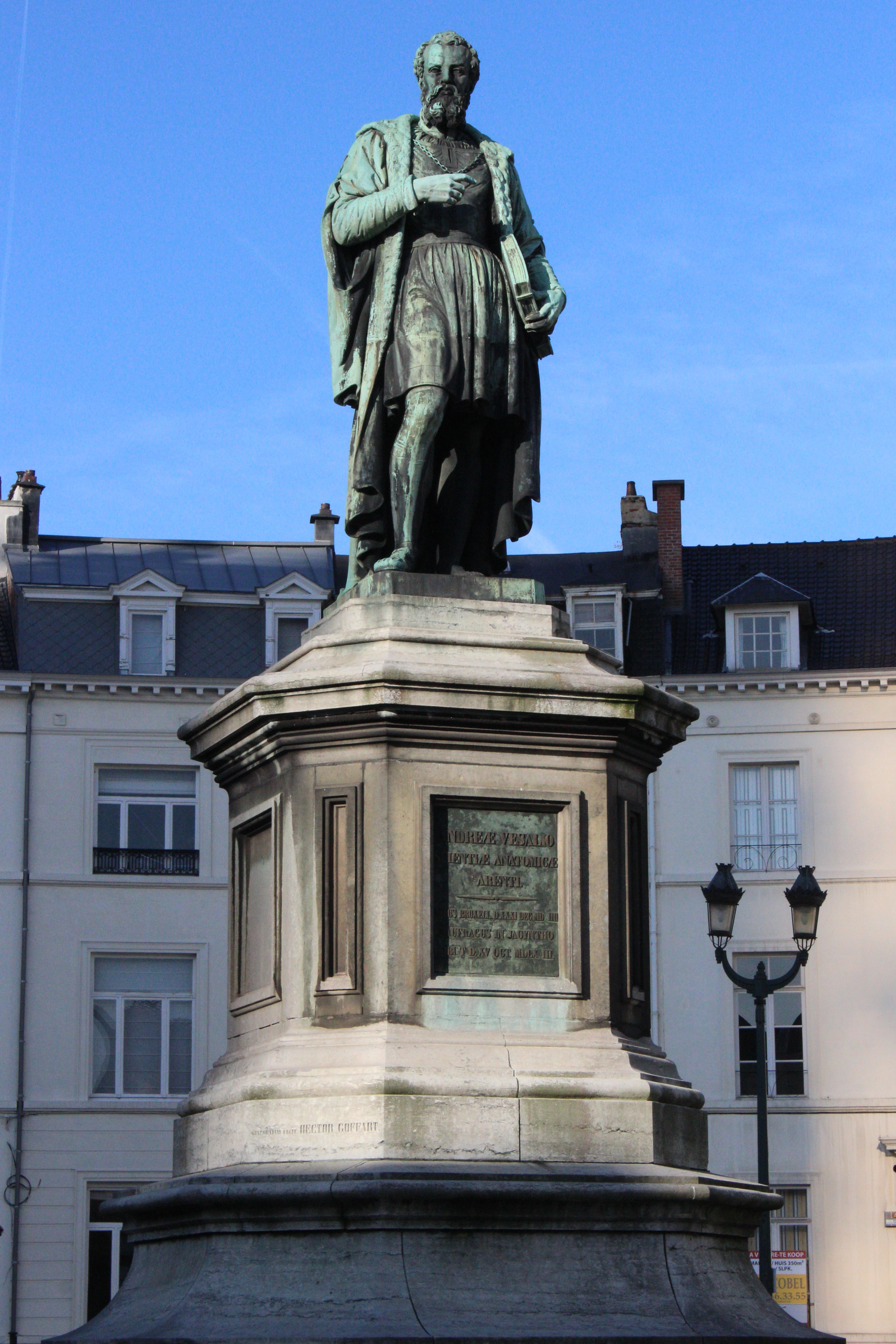
Estàtua de Vesal erigida en 1846 al jardí central de la Place des Barricades de Brussel·les

La ciutat de Brussel·les va fer erigir una estàtua el 1846 al jardí central de la Place des Barricades.
A Itàlia, els municipis de Roma, Pàdua, Càller i Pisa han batejat un carrer amb el seu nom, i el Departament de Medicina Clínica i Experimental de la Universitat de Pisa té una aula dedicada a ell. Un bust de guix d'Andreas Vesal s'exhibeix al Museu d'Anatomia Humana "Filippo Civinini" de la mateixa Universitat. A Grosseto, l'Institut de diagnòstic de l'Alliance Medical porta el seu nom (Institut Andrea Vesalio).